# ایزو ۸۶۰۱
ایزو ۸۶۰۱ عناصر داده - قالب‌های تبادل - تبادل اطلاعات - نمایش تاریخ‌ها و زمان‌ها یک استاندارد بین‌المللی دربارهٔ تبادل داده‌های مرتبط با تاریخ و زمان است. این استاندارد توسط سازمان بین‌المللی استانداردسازی برای نخستین بار در سال ۱۹۸۸ میلادی منتشر شد. هدف از این استاندارد فراهم‌آوردن یک روش بدون ابهام و مشخص برای نمایش تاریخ‌ها و زمان‌ها است به طوری که از تفسیر نادرست نمایش‌های عددی تاریخ‌ها و زمان‌ها جلوگیری شود، به‌ویژه در حالتی که داده‌ها برای نوشتن شکل عددی تاریخ و زمان بین کشورهایی با رسوم متفاوت تبادل می‌شود.
این استاندارد داده‌ها را به گونه‌ای سازماندهی می‌کند که بزرگترین عنصر زمانی (سال) ابتدای رشتهٔ داده می‌آید و تا کوچکترین جمله (ثانیه) ادامه می‌یابد. همچنین با افزودن یک آفست به ساعت هماهنگ جهانی (یوتی‌سی) استانداردی برای ارتباط اطلاعات مبتنی بر زمان در بین مناطق زمانی فراهم می‌کند.